# Yangman
Yangman är ett australiskt språk som antas vara utdött. Yangman talades i Nordterritoriet. Yangman tillhörde de gunwingguanska språken.